# DDCD
DDCD(Double-density compact disc)는 콤팩트 디스크와 동일한 780나노미터의 레이저 파장을 사용하여 소니가 개발한 광디스크 기술이다. 이 형식은 퍼플북 표준 문서에 의해 정의되어 있다. 기반이 되는 콤팩트 디스크 기술과 달리 DDCD는 오디오 기능이 없이 데이터만을 전용으로 설계되었다.
12센티미터 디스크의 경우 오리지널 650MB에서 1.3 GB 용량의 콤팩트 디스크로 증가된다. DDCD는 기록 가능(DDCD-R), 재쓰기 가능(DDCD-RW), 그리고 읽기 전용 포맷(DDCD-ROM)으로 제공된다. 12센티미터와 8센티미터 디스크 사양이 있으나 8센티미터 매체는 출시된 적이 없다.

## 같이 보기
- CD-R
- CD-RW
- GD-ROM
- DVD 레코더블
- HD DVD
- 블루레이 디스크